# همسری از پاریس
همسری از پاریس (عربی: زوجة من باريس) یک فیلم به کارگردانی عاطف سالم است که در سال ۱۹۶۶ منتشر شد.